# Volker Wolf
Volker Wolf (* 1957) ist ein deutscher Synchronsprecher.

## Leben
Wolf ist als Synchron- und Hörspielsprecher tätig. Bekannt ist er durch seine Synchronisation der im Original von Daran Norris gesprochenen Figur Jean-Claude von Ramme aus der Serie Cosmo & Wanda – Wenn Elfen helfen. Seine Stimme erklingt auch in Dokumentationen von ZDF, Arte und RTL II. Auch für den belgischen Schauspieler Jean-Claude van Damme synchronisierte er Filme. Er ist der Sprecher von Bares für Rares. Außerdem sprach er einige Hörbücher ein, wie unter anderem Bücher von David Baldacci. 
Wolf ist mit der deutschen Synchronsprecherin Ilya Welter verheiratet und der Vater von Annabel Wolf, die ebenfalls als Synchronsprecherin tätig ist.

## Synchronisation
- 1997: Extreme Dinosaurs
- 2001–2017: Cosmo und Wanda – Wenn Elfen helfen
- 2009–2010: Fullmetal Alchemist
- 2010–2012: True Justice
- 2014–2015: Terra Formars
- 2014–2015: Fullmetal Alchemist: Brotherhood
- 2015: Cowboys vs. Dinosaurs